# Adinandra lienii
Adinandra lienii là một loài thực vật có hoa trong họ Pentaphylacaceae. Loài này được Hien & Yakovlev mô tả khoa học đầu tiên năm 1986.